# Carlton-crash
De Carlton-crash was een luchtramp die in de nacht van 26 op 27 april 1943, tijdens de Tweede Wereldoorlog, te Amsterdam plaatsvond. Een HP Halifax van de Britse luchtmacht stortte, na kort daarvoor geraakt te zijn door een Duitse Messerschmitt Bf 110 jager, om 02:34 neer bij het Carlton Hotel, en verwoeste daarbij een reeks gebouwen aan de Reguliersdwarsstraat en het Singel, waaronder het hotelgebouw, waar toen een vestiging van de Duitse Luftwaffe gevestigd was. De zeven bemanningsleden van het toestel kwamen allen om, op de grond vielen zes burgerdoden en drie Duitse militaire slachtoffers. De brand die na het neerstorten ontstond geldt als een van de grootste Amsterdamse stadsbranden, een compleet blok tussen het Singel en de Reguliersdwarsstraat werd in de as gelegd.

## Achtergrond
Luchtbombardementen waren al voor de tweede Wereldoorlog, met bombardementen zoals dat op Guernica, een gebruikelijke manier van oorlogsvoering geworden. Tussen 5 maart en 31 juli 1943 voerde het Britse Bomber Command een campagne die bekend werd als de Slag om de Ruhr , waarbij onder meer industrie in het Roergebied een doelwit was. Door gebrek aan precisie namen deze aanvallen de vorm aan van gebiedsbombardementen, waarbij zowel bewoonde gebieden als industrie doelwitten waren. Voor de gebiedsbombardementen werden vooral brandbommen gebruikt, vaak gebaseerd op fosfor. Met de ontwikkeling van navigatiesystemen zoals Gee en de opkomst van radar vonden dit soort aanvallen vooral 's nachts plaats. De Duitsers hadden hun luchtafweer daar op aangepast, er bevonden zich op de aanvluchtroutes radarstations, zoals de radarstelling Zander bij Zandvoort, en naast luchtdoelgeschut waren er vliegbases uitgerust met jachtvliegtuigen die voorzieningen hadden zoals boordradar voor nachtelijke onderscheppingen. Een van de bases voor deze taak was Vliegveld Bergen, een twintigtal kilometers ten noordwesten van Amsterdam aan de Noordzeekust. Bij Amsterdam waren er ook meerdere luchtverdedigingsinstallaties.
In Amsterdam had de bezetter het Carlton Hotel gevorderd als locatie voor een plaatselijke vestiging van de Luftwaffe

## Gebeurtenis

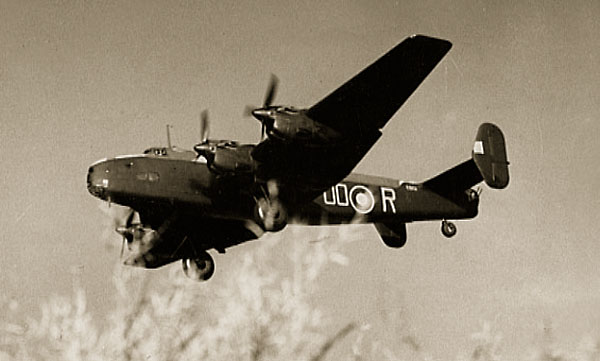
Een Halifax Mark 5B, hetzelfde model dat neerstortte

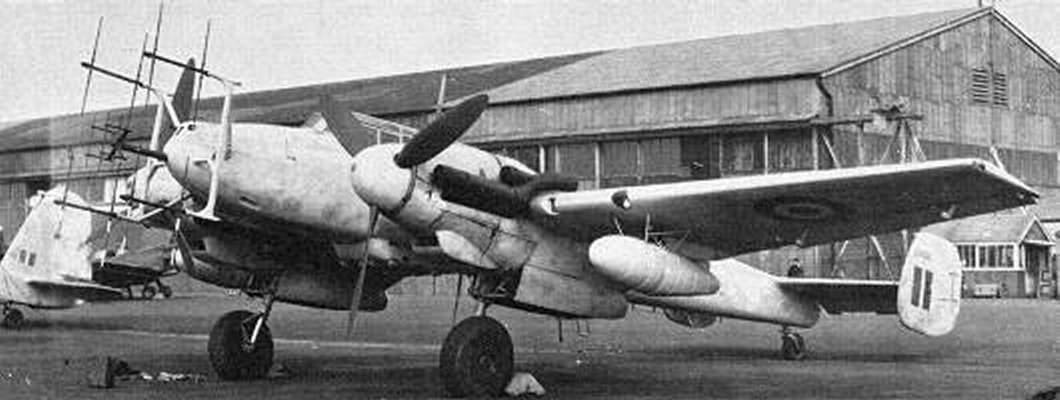
Een Messerschmidt 110 G4, uitgerust met een Lichtenstein-boordradar. Het afgebeelde toestel is een ander toestel dan dat van Vinke maar uit dezelfde serie

Op de avond van 26 april 1943 vertrok van de basis Linton-on-Ouse in Yorkshire een viermotorige Halifax bommenwerper van het 76th squadron voor een missie om brisantbommen op Duisburg te gooien. Het toestel, genaamd "H for Harry" had de registratie DG423. De vlucht was onderdeel van een grotere operatie die nacht; er vertrokken zo'n 500 bommenwerpers richting Duitsland. De bemanning kwam uit meerdere delen van het Britse gemenebest. De geplande route zou via de Britse oostkust en de Noordzee via Noord-Holland en het IJsselmeer richting het Ruhrgebied gaan.
De radarpost in Zandvoort pikte de binnenkomende vliegtuigen op, en waarschuwde het klaarstaande eskader nachtjagers op het vliegveld Bergen. Een tweemotorige Messerschmitt Bf 110 van de daar gestationeerde vierde Staffel van Nachtjagdgeschwader 1 van de Luftwaffe wist de Halifax te raken, blijkbaar afdoende om het toestel in brand te schieten.
De Halifax is echter niet onmiddellijk neergestort; ooggetuigen melden het vliegtuig te hebben waargenomen boven het Noordzeekanaal tussen Wormerveer en Zaandam, en blijkbaar heeft het toestel een cirkel om Amsterdam gemaakt, daar het toestel boven de Hoofdweg is waargenomen, en later in Amsterdam Oost, bij het Sumatraplantsoen en de Vrolikstraat. De laatste waarnemingen van het nog vliegende toestel waren bij de Utrechtsedwarsstraat, waar het vliegtuig al zeer laag overscherend in de richting van de Vijzelstraat en de Munt werd gezien. Even later volgde een explosie. De Halifax was op het Carlton en het blok erachter tussen de Reguliersdwarsstraat en het Singel neergestort.

### Bemanning Halifax
- Piloot: Sgt. D.G. McNab
- Waarnemer: Sgt.F.N. Slingsby
- Bommenrichter: P/O. N.D. Fleming
- Radio:Sgt. B.F. Keable
- Schutters: Sgt. J. Clerg en Sgt. C.C. Strain
- Boordwerktuigkundige: Sgt. J. Wood

Geen van hen heeft de ramp overleefd. De gevonden resten zijn ter aarde besteld op De Nieuwe Ooster.

### Bemanning Bf 110
- Piloot: Oberfeldwebel Heinz Vinke
- Radio: Karl Schodl

Vinke en Schadl zijn later in de oorlog gesneuveld.

## Gevolgen
De Halifax stortte uiteindelijk neer op een blok van de stad dat begrensd wordt door de Vijzelstraat, de Herengracht, het Singel en de Geelvincksteeg.
De schade zag er volgens een rapportage van de gemeente Amsterdam als volgt uit:
| Rapportnaam   | Datum     | Adres                                 | Beschadiging                   |
| ------------- | --------- | ------------------------------------- | ------------------------------ |
| RAP_430427A06 | 27-4-1943 | Singel 532-534                        | Geheel uitgebrand.             |
| RAP_430427A07 | 27-4-1943 | Singel 536-538                        | In puin.                       |
| RAP_430427A08 | 27-4-1943 | Singel 540-542                        | [niet ingevuld; verm. In puin] |
| RAP_430427A09 | 27-4-1943 | Singel 544-548                        | [niet ingevuld; verm. In puin] |
| RAP_430427A10 | 27-4-1943 | Vijzelstraat 43, 45, 47, 49, 51       | Gedeeltelijk verbrand.         |
| RAP_430427A11 | 27-4-1943 | Reguliersdwarsstraat 44               | Gedeeltelijk verwoest.         |
| RAP_430427A12 | 27-4-1943 | Geelvincksteeg 2, 4, 6, 8, 10, 11, 13 | Gedeeltelijk verwoest.         |

De brand werd vergeleken met die van 1679, toen een heel blok tussen de Elandsgracht en de Elandsstraat afbrandde. Hier werd het blok tussen Reguliersdwarsstraat, Singel en Geelvinksteeg verwoest, en ook het Carlton hotel aan de Vijzelstraat brandde grotendeels uit. Een van de verwoeste gebouwen was het Huis-Huydecoper aan de Singel 548. Dat gebouw was een creatie van de architect Philips Vingboons, gebouwd voor Johan Huydecoper. In 1943 was het het hoofdkantoor van de Spaarbank voor de stad Amsterdam. De gevel bleef gespaard, de onderdelen hiervan liggen nog steeds ergens opgeslagen en af en toe klinkt de roep tot herbouw.
Dat het aantal slachtoffers op de grond zo beperkt bleef had te maken met het gegeven dat de meeste panden in gebruik waren als kantoorgebouw, en daar was 's nachts niemand aanwezig.

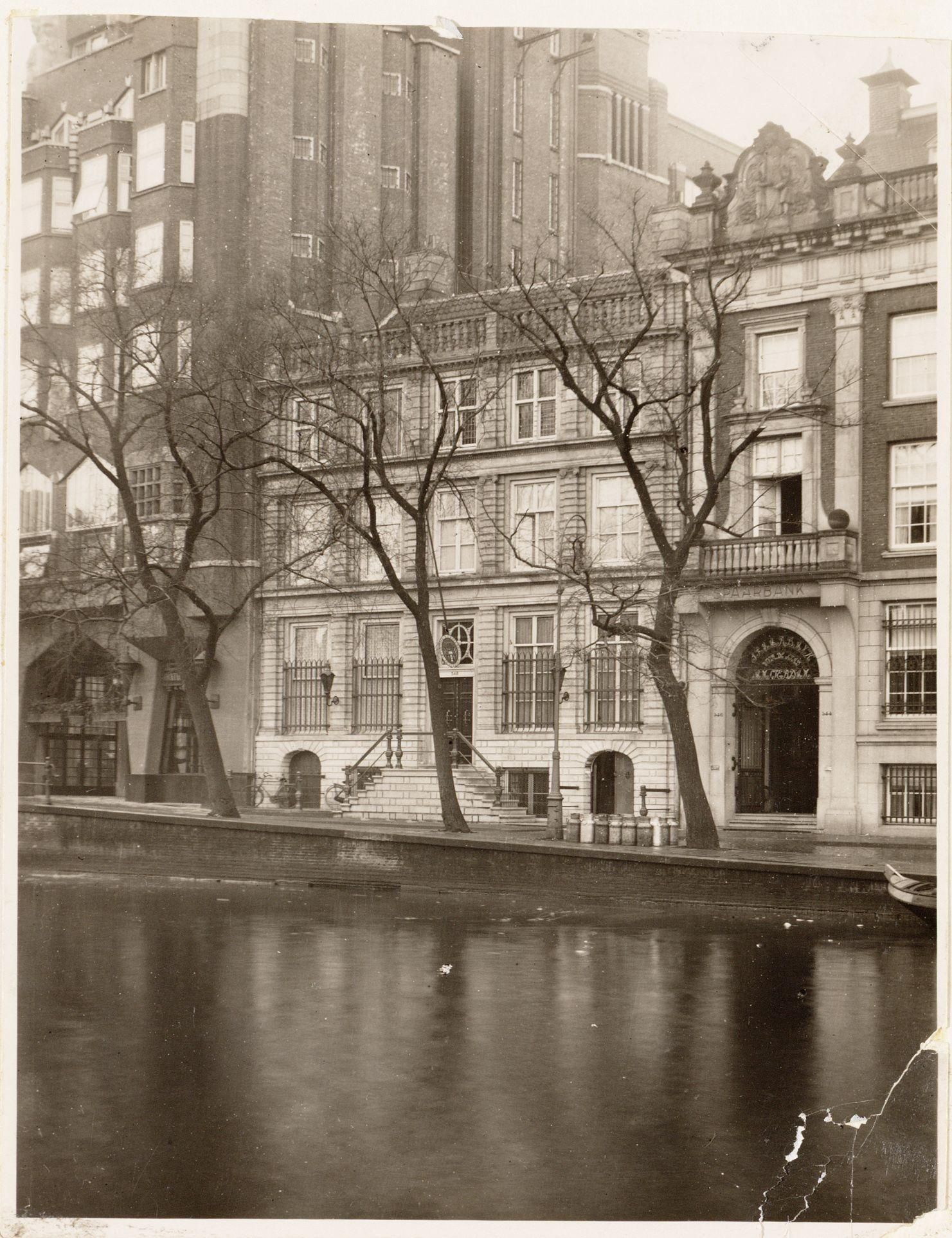
Het Huis Huydecoper op het Singel 548 rond 1940

Het puin in de compleet verwoeste gebouwen is in de dagen na de crash al opgeruimd, de overgebleven vlakte bleef een tijd leeg met schuttingen met daarop oorlogspropaganda eromheen. De eerste verdieping van het Huis-Huydecoper is tot 1958 blijven staan en was toentertijd in gebruik als garage.
Het Carlton-hotel is door de architect Jan Wils weer hersteld, weliswaar met wat aanpassingen. In 1964 verrees er een nieuw hoofdkantoor voor de Spaarbank voor de Stad Amsterdam, de Muntstaete, en tot aan de Geelvincksteeg bouwde dezelfde architect een ander groot kantoorgebouw. Aan de Reguliersbreestraat waren er een paar panden verwoest, maar de meeste haalden het einde van de oorlog verder ongeschonden. Die panden gingen echter in 1964 tegen de vlakte voor de bouw van een parkeergarage voor het bankgebouw. De garage en het bankgebouw zijn inmiddels tot gemeentelijk monument verklaard.

## Culturele referenties

### Anne Frank
Anne Frank beschrijft in Het Achterhuis het gebeurde, waar ze het incorrect over twee vliegtuigen heeft. Er was een persbreidel, dus alle informatie kwam mond tot mond. 

Het Carlton Hotel is kapot, twee Engelse vliegers met een grote lading brandbommen aan boord zijn precies op het ‘Of ziersheim’ gevallen. De hele hoek Vijzelstraat-Singel is afgebrand.
— Anne Frank

### Marten Toonder
Marten Toonder beschreef de ramp in het tweede deel van zijn autobiografie, Het geluid van bloemen. Toonder woonde die dagen op de Keizersgracht 530, iets voorbij het betrokken blok. Zijn toenmalige compagnon Joop Geesink woonde in die dagen in het gebouw van het Carlton Hotel. Toonder beschrijft hoe hij Geesink en diens gezin uit het gebouw haalde en onderdak bij hem thuis bood.

(...) we waren net van plan te gaan slapen, toen we een vreemd, snel aanzwellend geloei hoorden. 'Een vliegtuig,'zei ik, maar ik moest roepen om boven het lawaai uit te komen, en echt interessant was het ook niet omdat het recht op ons afgierde. Nu werd ook een lichtgloed door het verduisteringsgordijn zichtbaar - en toen ik dat haastig opzij trok, zag ik een grote vlammenzee over ons huis razen, in de richting van de Vijzelstraat. Een paar tellen later eindigde het huilende gebrul in een explosie waar het huis van trilde, een hoge vuurzuil schoot de zwarte lucht in.
— Marten Toonder

## Gebruikte bronnen
- https://www.upinthesky.nl/2022/07/23/de-carlton-crash-in-hart-van-amsterdam/
- https://www.reguliers.net/oorlogsbrand.php